# Roxboro (Caroline du Nord)
Pour les articles homonymes, voir Roxboro.
La ville de Roxboro (en anglais [ˈrɒksbʌroʊ]) est le siège du comté de Person, situé en Caroline du Nord, aux États-Unis.

## Démographie
| 1880 | 1890 | 1900  | 1910  | 1920  | 1930  |
| ---- | ---- | ----- | ----- | ----- | ----- |
| 483  | 421  | 1 021 | 1 425 | 1 651 | 3 657 |

| 1940  | 1950  | 1960  | 1970  | 1980  | 1990  |
| ----- | ----- | ----- | ----- | ----- | ----- |
| 4 599 | 4 321 | 5 147 | 5 370 | 7 532 | 7 332 |

| 2000  | 2010  | - | - | - | - |
| ----- | ----- | - | - | - | - |
| 8 696 | 8 362 | - | - | - | - |